# میژتس
میژتس (به لاتین: Mirzec) یک روستا در لهستان است که در گمینا میژتس واقع شده‌است. میژتس ۲٬۱۰۰ نفر جمعیت دارد.